# Goudriaan

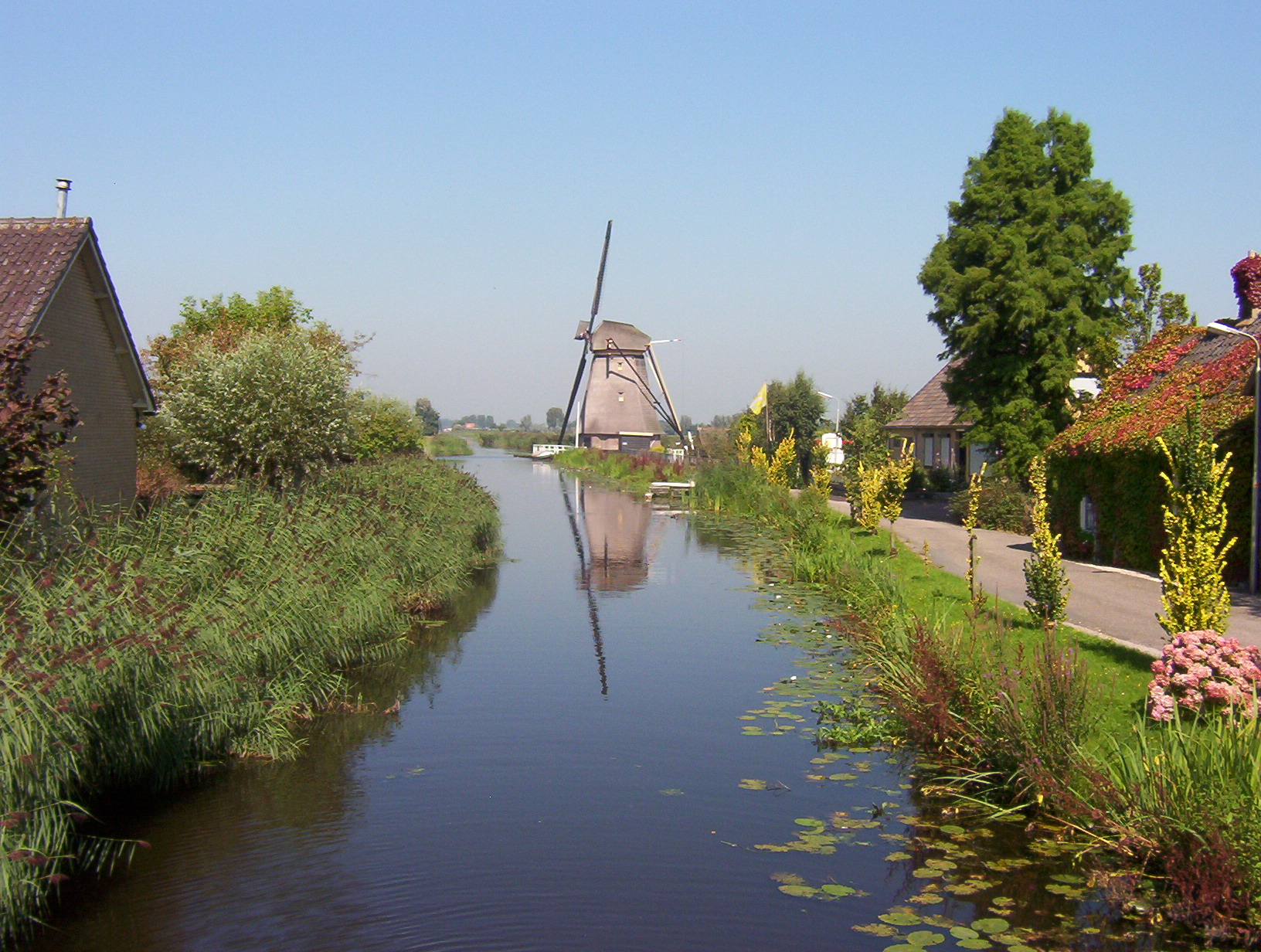
Veduta del villaggio di Goudriaan

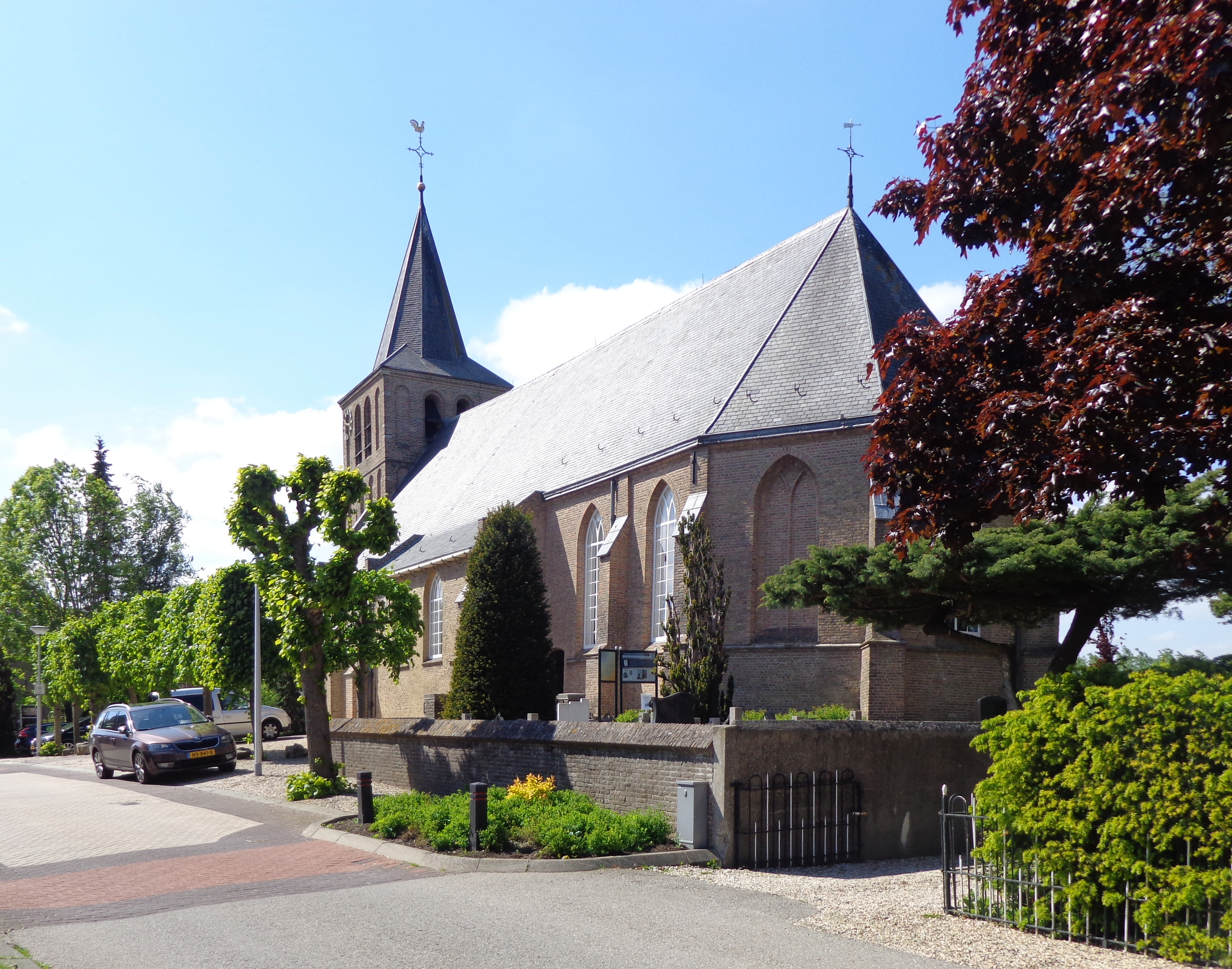
Goudriaan: la Hervormde Kerk

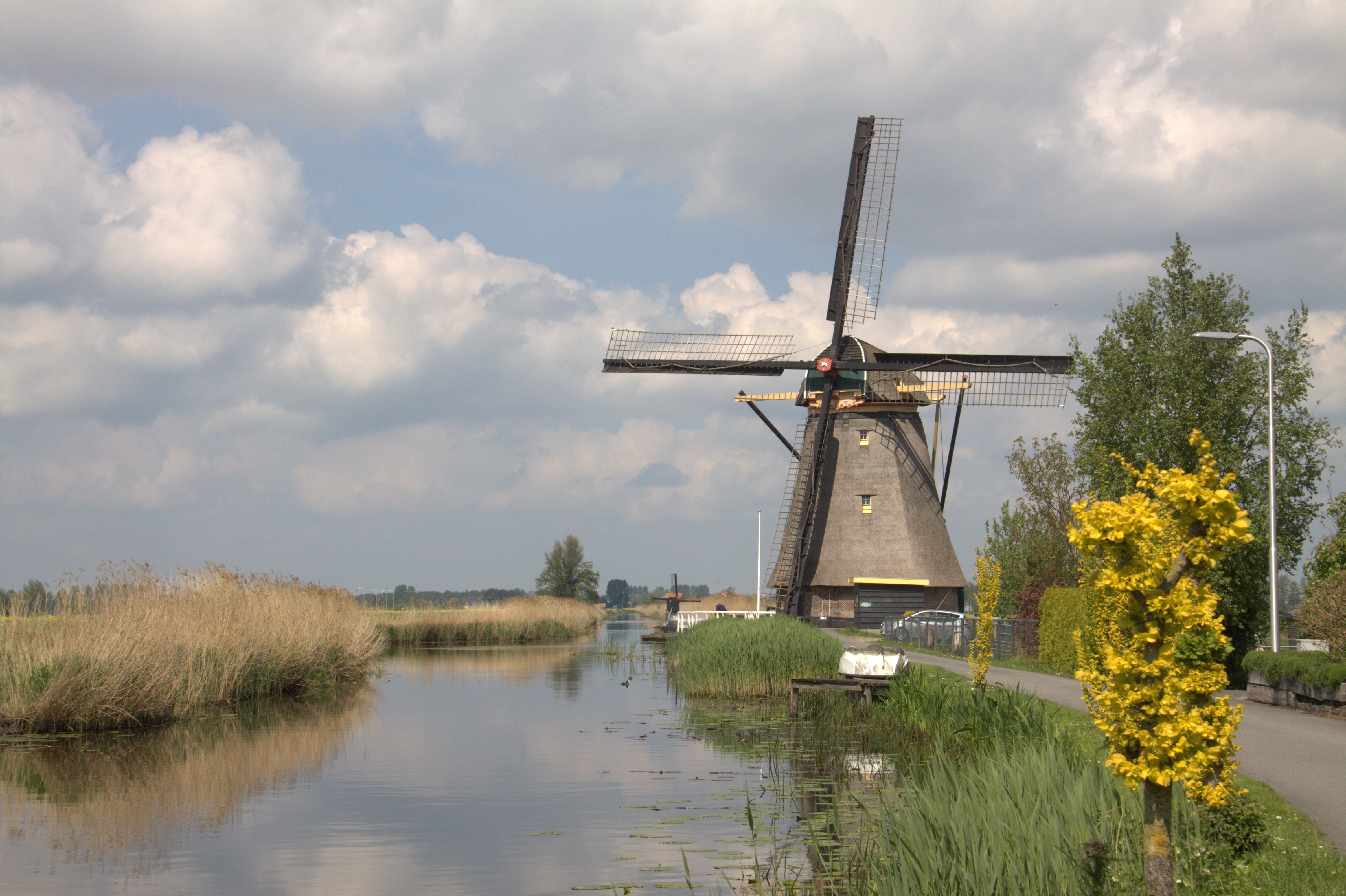
Il mulino di Goudriaan

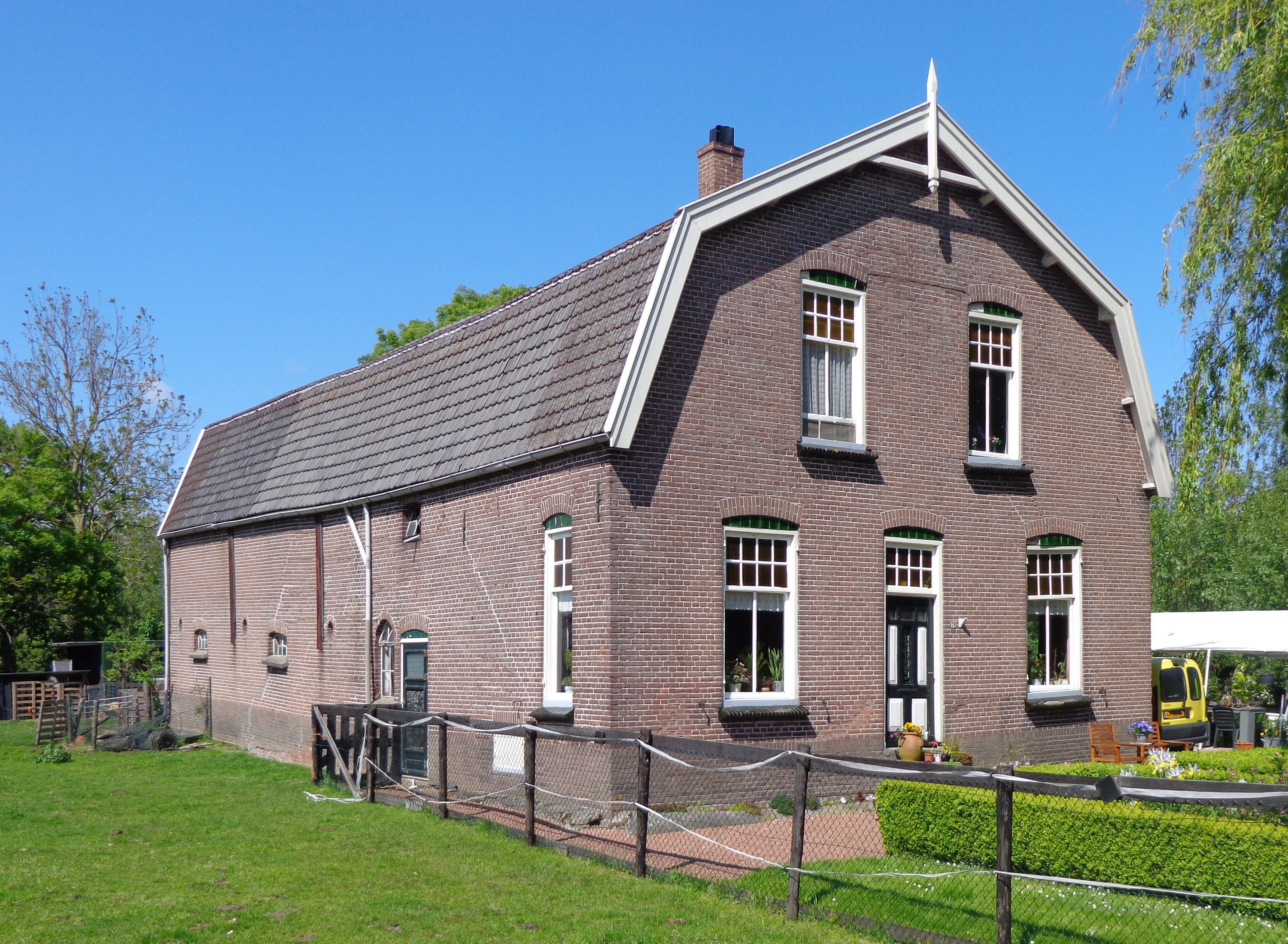
Edificio classificato come gemeentelijk monument a Goudriaan

Goudriaan è un villaggio (dorp) di circa 900 abitanti del sud-ovest dei Paesi Bassi, facente parte della provincia dell'Olanda Meridionale (Zuid-Holland) e situato nella regione dell'Alblasserwaard. Dal punto di vista amministrativo, si tratta di un ex-comune, dal 1986 inglobato nella municipalità di Graafstroom, comune a sua volta inglobato nel 2013 nella municipalità di Molenwaard, comune a sua volta soppresso e assorbito nel 2012 nella nuova municipalità di Molenlanden.

## Geografia fisica

### Territorio
Goudriaan si trova nell'estremità sud-orientale della provincia dell'Olanda Meridionale, a sud del corso del fiume Lek e in prossimità del confine con le province del Brabante Settentrionale e della Gheldria, tra le località di Gorinchem e Schoonhoven (rispettivamente a nord della prima e a sud della seconda), a pochi chilometri a ovest di Noordeloos e a pochi chilometri a est di Ottoland.
Il villaggio occupa una superficie di 8,10 km², di cui 0,28 km² sono costituiti da acqua.

## Origini del nome
Il nome della località è attestato in questa forma dal 1843 e anticamente come Gouwerjaan, Goureaen, Goudriaen, Goudryaen e Gouriaan.
La località prende il nome dall'omonimo corso d'acqua. L'etimologia è sconosciuta: si è ipotizzato un collegamento con il termine olandese gouw, che significa "oro".

## Storia

### Dalle origini ai giorni nostri
La località venne menzionata per la prima volta in un documento redatto il 2 maggio 1260, con il quale veniva concesso dal vescovo di Utrecht Hendrik I van Vianden a Willem van Brederorode di costruire una chiesa in loco.
Nel 1582, fece la sua comparsa a Goudriaan il primo predicatore protestante, L. Coprianus.

### Simboli
Nello stemma di Goudriaan è raffigurato probabilmente il fiume Goudriaan, che scorreva tra i polder di Oud-Goudriaan e Nieuw-Goudriaan.
Questo stemma venne "preso in prestito" dagli abitanti di questi due polder da quello dell'artigiano Arnoldus Adrianus van Tets il 29 maggio 1776. 

## Monumenti e luoghi d'interesse
Goudriaan vanta 17 edifici classificati come rijksmonument.

### Architetture religiose

#### Hervormde Kerk
Principale edificio religioso di Goudriaan è la Hervormde Kerk ("chiesa protestante"), situata la Noordzijde e risalente al XV secolo.

### Architetture civili

#### Mulino di Goudriaan
Altro edificio d'interesse è il mulino di Goudriaan (Goudriaanse Molen), un mulino a vento costruito nel 1779 e rimodellato nel 1851.

#### Rechthuis
Altro edificio storico di Goudriaan è la Rechthuis, situata lungo la Noordzijde e risalente al 1659.

### Aree naturali
Attorno alla località si trovano i Slingerlandse Plassen, un insieme di laghetti.

## Società

### Evoluzione demografica
Al censimento del 2020, Goudriaan contava una popolazione pari a 930 abitanti.
La popolazione al di sotto dei 16 anni era pari a 185 unità, mentre la popolazione dai 65 anni in su era pari a 160 unità.
La località ha conosciuto un incremento demografico rispetto al 2019, quando contava 920 abitanti. In precedenza si era assistito a un progressivo incremento demografico a partire dal 2013, quando Goudriaan contava 897 abitanti, e un progressivo decremento demografico a partire dal 2017, quando Goudriaan era arrivata a contare 938 abitanti.

## Cultura

### Eventi
- Omloop van Goudriaan (corsa podistica, a fine aprile)[2][10]